# Kanton Ornans
Der Kanton Ornans ist ein französischer Wahlkreis im Département Doubs in der Region Bourgogne-Franche-Comté. Er umfasst 53 Gemeinden aus den Arrondissements Besançon und Pontarlier, sein Bureau centralisateur befindet sich in Ornans. Im Rahmen der landesweiten Neuordnung der französischen Kantone wurde er im Frühjahr 2015 erheblich erweitert.

## Gemeinden
Der Kanton besteht aus 53 Gemeinden mit insgesamt 26.678 Einwohnern (Stand: 1. Januar 2022) auf einer Gesamtfläche von 698,29 km²:
| Gemeinde                   | Einwohner 1. Januar 2022 | Fläche km² | Dichte Einw./km² | Code INSEE | Postleitzahl | Arrondissement |
| -------------------------- | ------------------------ | ---------- | ---------------- | ---------- | ------------ | -------------- |
| Amancey                    | 731                      | 13,78      | 53               | 25015      | 25330        | Besançon       |
| Amathay-Vésigneux          | 173                      | 12,13      | 14               | 25016      | 25330        | Besançon       |
| Amondans                   | 86                       | 5,68       | 15               | 25017      | 25330        | Besançon       |
| Arçon                      | 955                      | 21,34      | 45               | 25024      | 25300        | Pontarlier     |
| Arc-sous-Cicon             | 751                      | 28,49      | 26               | 25025      | 25520        | Pontarlier     |
| Aubonne                    | 260                      | 15,17      | 17               | 25029      | 25520        | Pontarlier     |
| Bolandoz                   | 379                      | 12,21      | 31               | 25070      | 25330        | Besançon       |
| Bugny                      | 248                      | 4,77       | 52               | 25099      | 25520        | Pontarlier     |
| Cademène                   | 66                       | 3,39       | 19               | 25106      | 25290        | Besançon       |
| Chantrans                  | 385                      | 14,31      | 27               | 25120      | 25330        | Besançon       |
| Chassagne-Saint-Denis      | 129                      | 9,23       | 14               | 25129      | 25290        | Besançon       |
| Châteauvieux-les-Fossés    | 9                        | 4,46       | 2                | 25130      | 25840        | Besançon       |
| Cléron                     | 292                      | 14,56      | 20               | 25155      | 25330        | Besançon       |
| Crouzet-Migette            | 117                      | 5,67       | 21               | 25180      | 25270        | Besançon       |
| Déservillers               | 336                      | 13,88      | 24               | 25199      | 25330        | Besançon       |
| Durnes                     | 198                      | 8,51       | 23               | 25208      | 25580        | Besançon       |
| Échevannes                 | 87                       | 5,23       | 17               | 25211      | 25580        | Besançon       |
| Éternoz-Vallée-du-Lison    | 345                      | 35,28      | 10               | 25223      | 25330        | Besançon       |
| Évillers                   | 390                      | 13,02      | 30               | 25229      | 25520        | Pontarlier     |
| Fertans                    | 314                      | 8,19       | 38               | 25236      | 25330        | Besançon       |
| Flagey                     | 132                      | 7,79       | 17               | 25241      | 25330        | Besançon       |
| Gevresin                   | 153                      | 6,91       | 22               | 25270      | 25270        | Besançon       |
| Gilley                     | 1.805                    | 17,27      | 105              | 25271      | 25650        | Pontarlier     |
| La Chaux                   | 611                      | 16,94      | 36               | 25139      | 25650        | Pontarlier     |
| Lavans-Vuillafans          | 238                      | 10,16      | 23               | 25331      | 25580        | Besançon       |
| Les Alliés                 | 171                      | 5,28       | 32               | 25012      | 25300        | Pontarlier     |
| Les Monts-Ronds            | 669                      | 17,12      | 39               | 25375      | 25660        | Besançon       |
| L’Hôpital-du-Grosbois      | 605                      | 7,84       | 77               | 25305      | 25620        | Besançon       |
| Lizine                     | 91                       | 7,33       | 12               | 25338      | 25330        | Besançon       |
| Lods                       | 244                      | 6,25       | 39               | 25339      | 25930        | Besançon       |
| Longeville                 | 180                      | 9,46       | 19               | 25346      | 25330        | Besançon       |
| Maisons-du-Bois-Lièvremont | 846                      | 15,79      | 54               | 25357      | 25650        | Pontarlier     |
| Malans                     | 151                      | 10,49      | 14               | 25359      | 25330        | Besançon       |
| Malbrans                   | 167                      | 8,74       | 19               | 25360      | 25620        | Besançon       |
| Pays-de-Montbenoît         | 1.914                    | 46,52      | 41               | 25390      | 25650        | Pontarlier     |
| Montgesoye                 | 494                      | 11,06      | 45               | 25400      | 25111        | Besançon       |
| Montmahoux                 | 91                       | 6,52       | 14               | 25404      | 25270        | Besançon       |
| Mouthier-Haute-Pierre      | 357                      | 12,13      | 29               | 25415      | 25920        | Besançon       |
| Nans-sous-Sainte-Anne      | 169                      | 8,86       | 19               | 25420      | 25330        | Besançon       |
| Ornans                     | 4.421                    | 35,72      | 124              | 25434      | 25290        | Besançon       |
| Ouhans                     | 393                      | 15,85      | 25               | 25440      | 25520        | Pontarlier     |
| Renédale                   | 43                       | 2,88       | 15               | 25487      | 25520        | Pontarlier     |
| Reugney                    | 269                      | 8,19       | 33               | 25489      | 25330        | Besançon       |
| Sainte-Anne                | 52                       | 6,64       | 8                | 25513      | 25270        | Besançon       |
| Saint-Gorgon-Main          | 258                      | 7,93       | 33               | 25517      | 25520        | Pontarlier     |
| Saules                     | 232                      | 7,64       | 30               | 25535      | 25580        | Besançon       |
| Scey-Maisières             | 289                      | 12,53      | 23               | 25537      | 25290        | Besançon       |
| Septfontaines              | 383                      | 18,37      | 21               | 25541      | 25270        | Pontarlier     |
| Silley-Amancey             | 134                      | 5,16       | 26               | 25545      | 25330        | Besançon       |
| Tarcenay-Foucherans        | 1.498                    | 24,04      | 62               | 25558      | 25620        | Besançon       |
| Trépot                     | 558                      | 14,50      | 38               | 25569      | 25620        | Besançon       |
| Val-d’Usiers               | 2.128                    | 50,94      | 42               | 25060      | 25520        | Pontarlier     |
| Vuillafans                 | 681                      | 6,14       | 111              | 25633      | 25840        | Besançon       |
| Kanton Ornans              | 26.678                   | 698,29     | 38               | 2515       | –            | –              |

Bis zur landesweiten Neuordnung der französischen Kantone im März 2015 gehörten zum Kanton Ornans die 26 Gemeinden Amathay-Vésigneux, Bonnevaux-le-Prieuré, Chantrans, Charbonnières-les-Sapins, Chassagne-Saint-Denis, Châteauvieux-les-Fossés, Durnes, Échevannes, Foucherans, Guyans-Durnes, Lavans-Vuillafans, Lods, L’Hôpital-du-Grosbois, Longeville, Malbrans, Mérey-sous-Montrond, Montgesoye, Mouthier-Haute-Pierre, Ornans, Saules, Scey-Maisières, Tarcenay, Trépot, Villers-sous-Montrond, Voires und Vuillafans. Sein Zuschnitt entsprach einer Fläche von 260,21 km2. Er besaß vor 2015 einen anderen INSEE-Code als heute, nämlich 2518.

## Veränderungen im Gemeindebestand seit der landesweiten Neuordnung der Kantone
2025:
- Fusion Éternoz, Saraz → Éternoz-Vallée-du-Lison
- Fusion Hauterive-la-Fresse, La Longeville, Montbenoît, Montflovin und Ville-du-Pont → Pays-de-Montbenoît

2024:
- Fusion Bians-les-Usiers, Goux-les-Usiers und Sombacour → Val-d’Usiers

2022:
- Fusion Mérey-sous-Montrond und Villers-sous-Montrond → Les Monts-Ronds

2019:
- Fusion Foucherans und Tarcenay → Tarcenay-Foucherans

2017:
- Fusion Charbonnières-les-Sapins, Verrières-du-Grosbois (Kanton Valdahon) und Étalans (Kanton Valdahon) → Étalans
- Fusion Labergement-du-Navois und Levier (Kanton Frasne) → Levier (Kanton Frasne)

2016:
- Fusion Bonnevaux-le-Prieuré und Ornans → Ornans

## Politik
| Vertreter im Departementrat | Vertreter im Departementrat   | Vertreter im Departementrat |
| Amtszeit                    | Namen                         | Partei                      |
| --------------------------- | ----------------------------- | --------------------------- |
| 2001–2014                   | Jean-François Longeot         | UMP                         |
| 2014–2015                   | Béatrix Loizon                | DVD                         |
| 2015–2021                   | Béatrix Loizon Alain Marguet  | DVD LR                      |
| 2021–                       | Olivier Billot Béatrix Loizon | LR DVD                      |